# Ivo Knoflíček
Ivo Knoflíček (Kyjov, 23 de fevereiro de 1962) é um ex-futebolista profissional tcheco que atuava como atacante.

## Carreira
Ivo Knoflíček fez parte do elenco da Tchecoslováquia na Copa do Mundo de 1990.